# Шабанов Віталій Олександрович
Віталій Олександрович Шабанов (6 лютого 1939, місто Марксштадт, тепер місто Маркс Саратовської області, Російська Федерація) — радянський діяч, новатор виробництва, слюсар-складальник, регулювальник Саратовського електроагрегатного виробничого об'єднання Саратовської області. Член Центральної Ревізійної Комісії КПРС у 1986—1990 роках.

## Життєпис
У 1956—1958 роках — учень слюсаря, слюсар-ремонтник Саратовського заводу «Серп і Молот» Саратовської області.
У 1958—1962 роках — у Радянській армії.
Член КПРС з 1962 року.
У 1962—1983 роках — слюсар-складальник, у 1983—1987 роках — регулювальник, з 1987 року — старший майстер Саратовського електроагрегатного виробничого об'єднання Саратовської області.
У 1971 році закінчив Саратовський авіаційний технікум імені П. В. Дементьєва.
Потім — на пенсії.

## Нагороди
- орден Трудового Червоного Прапора